# Cmentarz na Mani w Łodzi

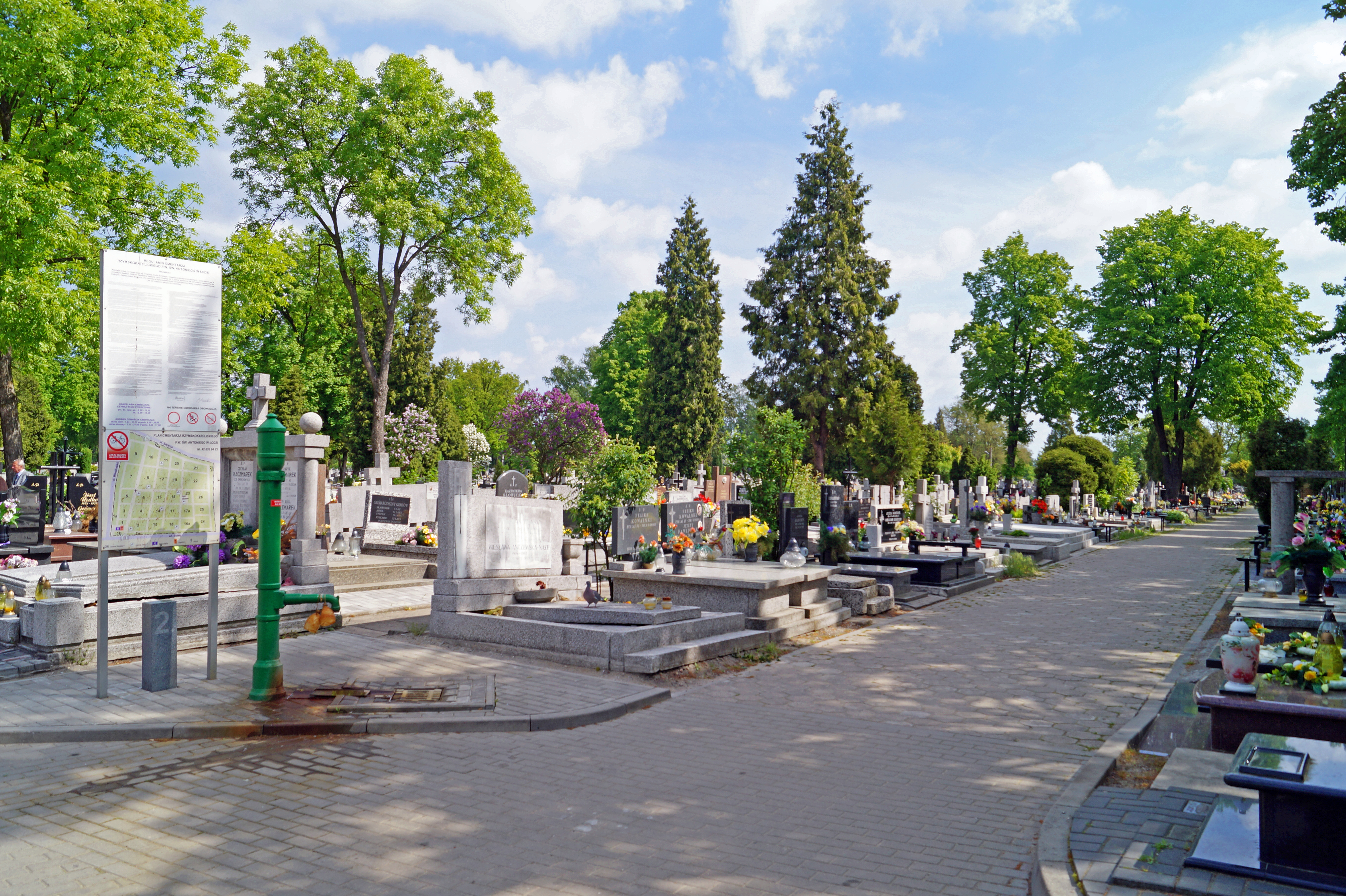
Cmentarz na Mani

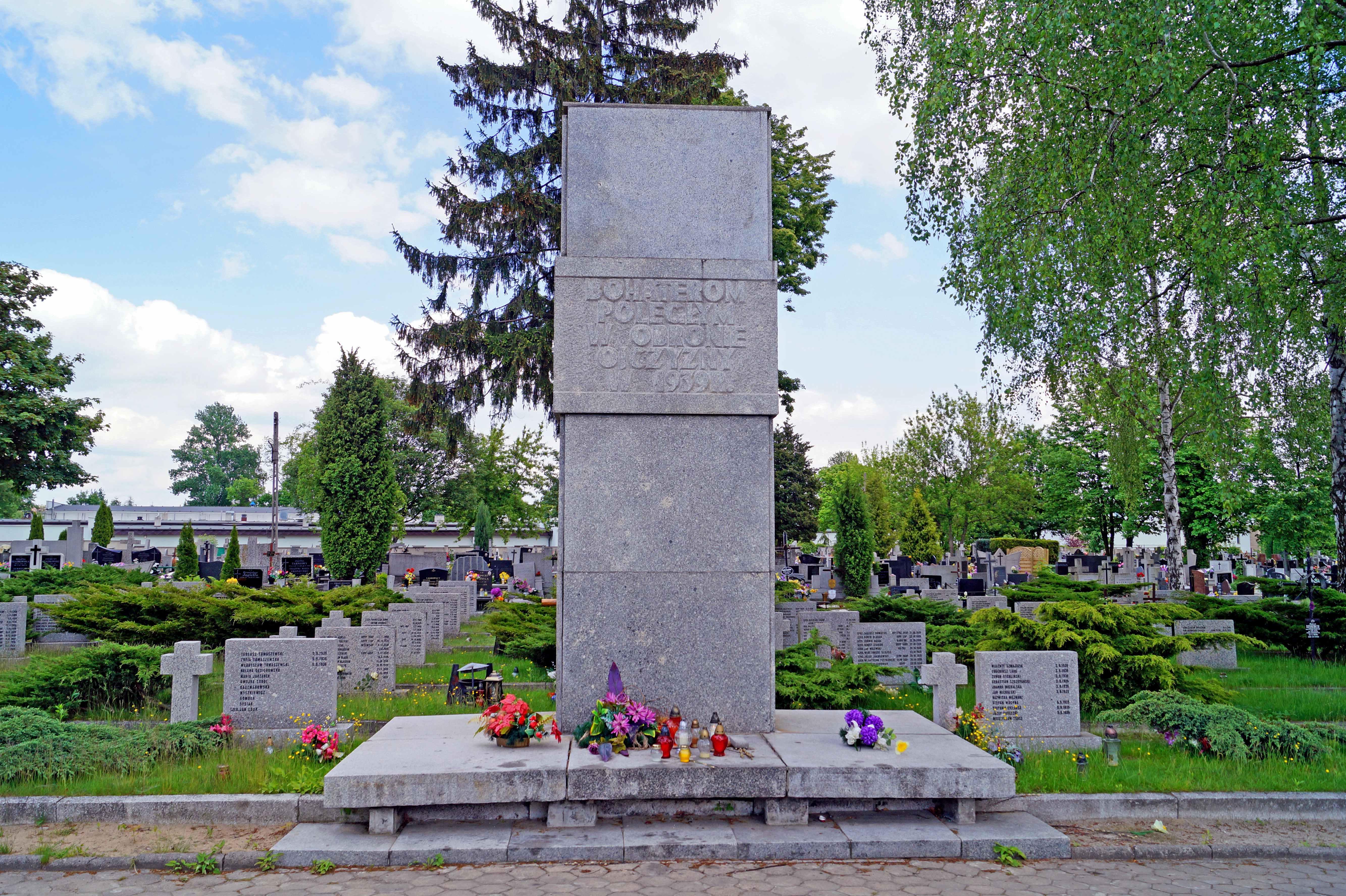
Kwatery wojskowe i obelisk 1939

Cmentarz na Mani w Łodzi – cmentarz rzymskokatolicki pw. św. Antoniego znajdujący się w Łodzi przy ulicy Solec 11.

## Położenie
Cmentarz znajduje się w dzielnicy Polesie, na małym osiedlu Mania, położonym w bezpośrednim sąsiedztwie Parku na Zdrowiu i jego naturalnego przedłużenia – tzw. Mani-lasu, będącego pozostałością puszczy, porastającej dawniej tereny dzisiejszej Łodzi.

## Historia
Cmentarz powstał w 1914 roku, jako odpowiedź na pilne zapotrzebowanie mieszkańców Łodzi na cmentarz w tym rejonie miasta. Niedługo później, w dwudziestoleciu międzywojennym powstały jeszcze inne znane łódzkie nekropolie: św. Wojciecha na Kurczakach, Retkini, św. Rocha na Radogoszczu i św. Franciszka przy ul. Rzgowskiej.

## Pochowani
Najstarszy zachowany nagrobek nekropolii – Franciszka Suwalskiego – pochodzi z 1916 roku. Znajduje się tu także kwatera (23A) ze zbiorowymi mogiłami żołnierzy poległych w kampanii wrześniowej. Upamiętniający ich obelisk (Bohaterom poległym w obronie Ojczyzny 1939 r.) położony jest w centralnej części cmentarza.
Na cmentarzu zostali pochowani m.in.:
- Czesław Burkath (zm. 1958) – skrzypek, kompozytor
- Jacek Dębski (1960–2001) – polityk
- Antoni Gałecki (1906–1958) – piłkarz i hokeista ŁKS Łódź
- Marian Grużewski (1895–1963) – malarz, medium i okultysta
- Henryk Górski (1930-2016) – lekarz wojskowy, pułkownik WP, twórca ekslibrisów
- Witold Knychalski (1954–2006) – współtwórca Festiwalu Dialogu Czterech Kultur
- Józef Lisowski (1921–1992) – dr psychologii, pedagog, nauczyciel dzieci głuchych
- Witold Łuczyński (1929–2013) – polski specjalista w dziedzinie dziewiarstwa, dr inż., prezes i prof. Instytutu Technologii Bezpieczeństwa „Moratex” w Łodzi
- Władysława Matuszewska, druhna Władka (1908–1999) – pedagog, harcmistrz, komendantka Chorągwi Łódzkiej Związku Harcerstwa Polskiego.
- Jerzy Szperlin ps. Nero (zm. 1944) – partyzant AK
- Jan Tomkowski – polski profesor literatury[2]
- Gerard Zalewski (1932–2011) – reżyser filmowy